# Дмитрий Комбаров
Дмитрий Комбаров е руски футболист, играещ като полузащитник или ляв бек. Играч на Спартак Москва и руският национален отбор. Неговият брат-близнак Кирил също играе за „червено-белите“. Двамата са собственици на отбора от Руска Втора Дивизия ФК Домодедово.

## Кариера
Започва да тренира футбол от 4-годишен. От 1993 тренира в академията на Спартак заедно с брат си. Близнеците напускат през 2001 поради конфликт с треньора и преминават в школата на Динамо. На 13 юли 2005 Дмитрий дебютира в състава на Динамо в мач срещу съименниците им от Брянск в Купата на Русия. През 2006 успява да се наложи на левия фланг на полузащитата в състава и изиграва над 100 мача. Също така играе и в младежкия национален отбор. През лятото на 2010 братята Комбарови преминават в Спартак Москва, като трансферът е на обща стойност 10 милиона долара. На 27 октомври отбелязва дузпа, с която Спартак побеждава бъдещият шампион Зенит с 1 – 0. На следващия сезон е преквалифициран като централен полузащитник, поради наличието на Ейдън Макгийди на фланга. Комбаров изиграва най-много минути през сезона в отбора и през февруари 2012 дебютира за националния отбор на Русия. Участва на Евро 2012, но не записва нито една минута. В началото на сезон 2012/13 вкарва красив гол от воле срещу Фенербахче, а след травмата на Андрий Дикан е избран за капитан на Спартак. Дмитрий успява да измести Юрий Жирков от титулярното място в националния отбор и играе в първите 4 мача на „Сборная“ от световните квалификации. През сезон 2012/13 е избран за играч на сезона от феновете на Спартак.